# Zirka
Zirka - канадський український гурт з Торонто, який позиціонує свій стиль, як Ukrainian zabava music. Репертуар гурту, в основному, складають живі українські польки з елементами класичної та поп-музики. Неодноразові учасники фестивалів у США та Канаді, зокрема, постійні резиденти Capital Ukrainian Festival.
У 2018 році виступали в Україні, зокрема в Тернополі та Львові.

## Склад
- Morris Hucal    –  Акордеон/Вокал
- Johnny “Goose” Hucal    –  Труба/Ударні/Вокал
- Katherine Hucal    –  Саксофон/Ударні/Вокал
- Karen Aniol    –  Скрипка/Вокал
- Bill Hawryschuk    –  Барабани
- Yurko Mychaluk    –  Гітара/Вокал

Колишні учасники гурту:
- Peter Hucal    –  Гітара/Вокал

## Дискографія
- Zirka Live CD (2010)
- Songs for Slawko CD (2012)
- One More Time CD (2015)